# Anthony Bennett
Anthony Harris Bennett (Toronto, 1993. március 14. –) kanadai profi kosárlabdázó, aki jelenleg a tajvani Hsinchu JKO Lioneers játékosa. Egyetemen a Nevadai Egyetemen játszott. A 2013-as NBA-drafton első helyen választotta a Cleveland Cavaliers, amellyel az első kanadai lett, akit ilyen magasan választottak. A kanadai válogatott tagja.
Minden idők egyik legrosszabb NBA-draft választásának tartják.

## Korai évek
Anthony Harris Bennett 1993. március 14-én született Torontóban Edith Bennett és Delroy Harris gyermekeként. A Jane és Finch szomszédságokban nőtt fel. Egy nővére és egy bátyja van, Danielle és Sheldon. Anyja egyedül nevelte a családot.

## Statisztikák

### Egyetem
| Év      | Csapat | JM | KM | JP/M | MG%  | 3P%  | BD%  | LP/M | GP/M | L/M | B/M | P/M  |
| ------- | ------ | -- | -- | ---- | ---- | ---- | ---- | ---- | ---- | --- | --- | ---- |
| 2012–13 | UNLV   | 35 | 32 | 27.1 | .533 | .375 | .701 | 8.1  | 1.0  | .7  | 1.2 | 16.1 |

### NBA
| Év       | Csapat                 | JM  | KM | JP/M | MG%  | 3P%  | BD%  | LP/M | GP/M | L/M | B/M | P/M |
| -------- | ---------------------- | --- | -- | ---- | ---- | ---- | ---- | ---- | ---- | --- | --- | --- |
| 2013–14  | Cleveland Cavaliers    | 52  | 0  | 12.8 | .356 | .245 | .638 | 3.0  | .3   | .4  | .2  | 4.2 |
| 2014–15  | Minnesota Timberwolves | 57  | 3  | 15.7 | .421 | .304 | .641 | 3.8  | .8   | .5  | .3  | 5.2 |
| 2015–16  | Toronto Raptors        | 19  | 0  | 4.4  | .296 | .214 | .900 | 1.2  | .0   | .3  | .0  | 1.5 |
| 2016–17  | Brooklyn Nets          | 23  | 1  | 11.5 | .413 | .271 | .722 | 3.4  | .5   | .2  | .1  | 5.0 |
| Összesen | Összesen               | 151 | 4  | 12.6 | .392 | .261 | .670 | 3.1  | .5   | .4  | .2  | 4.4 |

### NBA G-League
| Év       | Csapat                 | JM | KM | JP/M | MG%  | 3P%  | BD%  | LP/M | GP/M | L/M | B/M | P/M  |
| -------- | ---------------------- | -- | -- | ---- | ---- | ---- | ---- | ---- | ---- | --- | --- | ---- |
| 2015–16  | Raptors 905            | 6  | 4  | 17.9 | .339 | .250 | .786 | 3.2  | .7   | 1.0 | .7  | 9.2  |
| 2016–17  | Long Island Nets       | 2  | 2  | 35.2 | .500 | .462 | .500 | 8.0  | 3.5  | 2.0 | 1.0 | 18.0 |
| 2017–18  | Northern Arizona Suns  | 14 | 13 | 20.8 | .552 | .442 | .756 | 5.6  | 1.8  | .6  | .6  | 11.9 |
| 2017–18  | Maine Red Claws        | 21 | 19 | 30.9 | .440 | .418 | .795 | 7.7  | 1.8  | 1.3 | .6  | 16.0 |
| 2018–19  | Agua Caliente Clippers | 25 | 7  | 20.9 | .537 | .449 | .831 | 4.6  | 1.3  | .9  | .4  | 12.2 |
| Összesen | Összesen               | 68 | 45 | 24.0 | .482 | .422 | .790 | 5.6  | 1.5  | 1.0 | .6  | 13.2 |

### Euroliga
| Év       | Csapat     | JM | KM | JP/M | MG%  | 3P%  | BD%  | LP/M | GP/M | L/M | B/M | P/M | PIR |
| -------- | ---------- | -- | -- | ---- | ---- | ---- | ---- | ---- | ---- | --- | --- | --- | --- |
| 2016–17† | Fenerbahçe | 10 | 4  | 6.3  | .263 | .182 | .000 | .9   | .2   | .3  | .1  | 1.2 | .6  |
| Összesen | Összesen   | 10 | 4  | 6.3  | .263 | .182 | .000 | .9   | .2   | .3  | .1  | 1.2 | .6  |